# KLM Interinsulair Bedrijf

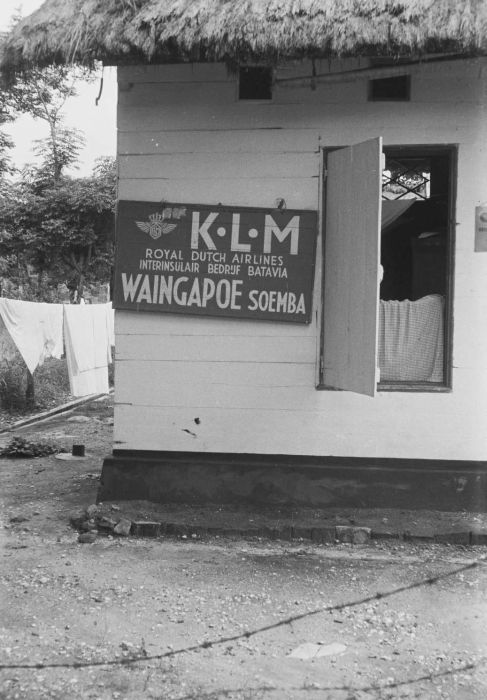
Kantoor van de KLM Interinsulair te Waingapu, Sumba (1949)

KLM Interinsulair Bedrijf (KLM-IIB) was een luchtvaartmaatschappij die vluchten onderhield in Nederlands-Indië.
Het bedrijf werd opgericht op 1 augustus 1947 en was een onderdeel van de KLM. De bedoeling was dat het KLM-IIB het civiele luchtverkeer in de Indonesische archipel weer op zou bouwen, dat na de Tweede Wereldoorlog uitgevoerd werd met militaire transportvliegtuigen. Daarom nam de KLM de restanten over van de voormalige KNILM en twintig Dakota-transportvliegtuigen van het 20e squadron van de ML-KNIL.
Het KLM-IIB vloog vanaf Java naar een groot aantal bestemmingen in de Indonesische archipel en ook naar verschillende plaatsen in het buitenland, zoals Singapore, Penang in Maleisië en Manilla. Er werd gevlogen met enkele tientallen DC3 Dakota's en in totaal negen Catalina-amfibievliegtuigen.
Het KLM-IIB maakte een behoorlijke groei door en vervoerde in 1949 gemiddeld 23.000 passagiers en 1000 ton vracht per jaar. Op 28 december 1949 ging het KLM Interinsulair Bedrijf op in de Indonesische luchtvaartmaatschappij Garuda Indonesia. Dit gebeurde in verband met de overdracht van het bestuur in Nederlands-Indië aan de republiek Indonesië.